# Sheridan Township (comté de Dallas, Missouri)
Sheridan Township est un ancien township du comté de Dallas dans le Missouri, aux États-Unis,.
Fondé en 1870, il est baptisé en référence à Philip Sheridan, militaire lors de la guerre de Sécession.

## Source de la traduction
- (en) Cet article est partiellement ou en totalité issu de l’article de Wikipédia en anglais intitulé « Sheridan Township, Dallas County, Missouri » (voir la liste des auteurs).